# Kleine Bartagame
Die Kleine Bartagame (Pogona minima) ist eine Art der Schuppenkriechtiere aus der  Familie der Agamen (Agamidae). Sie wird teilweise auch als Unterart der Westlichen Bartagame geführt. Die Art ist ein Endemit einer kleinen Inselgruppe vor der Westküste Australiens und gilt als gefährdet.

## Merkmale
Die Kleine Bartagame ist kleiner und schlanker als die Westliche Bartagame, hat aber längere Beine und einen längeren Schwanz. Die Kopf-Rumpf-Länge beträgt etwa 115 mm, der Schwanz ist maximal 240 mm lang. Die Art gehört somit zu den kleinsten Bartagamen. Der „Bart“ ist kaum entwickelt, die Stacheln sind auf die Hinterkante der Kiefer beschränkt. Eine weitere, sehr lockere Stachelreihe verläuft entlang der hinteren Kopfbasis; an den Flanken befindet sich jeweils nur eine Reihe langer Stacheln.
Die Grundfarbe der Oberseite ist grau bis graubraun. Darauf finden sich zwischen Nacken und Hüften zwei Reihen heller Flecken, die gelegentlich miteinander verschmelzen und dann wellenförmige, unterbrochene Streifen bilden. Zusätzlich treten gelegentlich noch schwache Querbänder auf.

## Verbreitung und Lebensraum
Die Kleine Bartagame lebt ausschließlich auf den Houtman-Albrolhos-Inseln vor der Küste Western Australias, die Verbreitung ist dort auf drei der Inseln beschränkt: North Island, East Wallabi Island und West Wallabi Island. Das Klima entspricht in etwa dem gemäßigten Mittelmeerklima. Die Echse bewohnt spärlich mit Gestrüpp und Gräsern bewachsene Gebiete mit ausgedehnten Mangrovendickichten.